# Trude Krautheimer-Hess
Trude Krautheimer-Hess (Erfurt, 11 de fevereiro de 1902 – Roma, 12 de setembro de 1987) foi uma historiadora da arte teuto-estadunidense.
Trude Hess descende de uma abastada família de industriais judeus, filha do fabricante de sapatos Georg Hess e de Frida Hess, nascida Heilbronner. Seus pais foram mortos no holocausto. 
Estudou história da arte na Universidade de Jena, Universidade de Frankfurt e Universidade Humboldt de Berlim, e obteve em 1928 um doutorado no Instituto de História da Arte da Universidade de Frankfurt com a tese Die figurale Plastik der Ostlombardei von 1100 bis 1178. Em março de 1924 casou com o historiador da arte Richard Krautheimer, com quem morou em Marburgo. Em agosto de 1933 o casal imigrou para Roma e no final de 1935 para os Estados Unidos, onde moraram inicialmente em Louisville, em 1937 em Poughkeepsie e desde 1952 em Nova Iorque. Em 1971 retornaram para Roma.
Trude Krautheimer Apoiou seu marido em suas pesquisas, em especial com o arquiteto Lorenzo Ghiberti. Nas décadas de 1950 e 1960 reuniram uma coleção considerável de desenhos manuais de artistas italianos, que foi leiloada em 1996.
Está sepultada no Cemitério Protestante em Roma.

## Publicações
- Die figurale Plastik der Ostlombardei von 1100–1178. In: Marburger Jahrbuch für Kunstwissenschaft. 4, 1928, p. 231–307
- com Richard Krautheimer: Lorenzo Ghiberti. Princeton University Press, Princeton 1956; revised editions 1970, 1982
- Italian Master Drawings from the Collection of Mrs. Richard Krautheimer. The Gallery, Department of Art, Duke University, Durham (NC) 1966